# Nokia Lumia 525
Nokia Lumia 525 è uno smartphone prodotto da Nokia in partnership con Microsoft, successore del Nokia Lumia 520.

## Storia
Nokia ha annunciato il dispositivo a Singapore il 27 novembre 2013, come successore del Lumia 520, sulla scia del grande successo ottenuto da quest'ultimo.

## Caratteristiche
Il terminale presenta sostanzialmente le stesse caratteristiche del predecessore: schermo da 4", fotocamera da 5 mpx senza flash LED, registrante video a 720p, con la variante della memoria RAM che viene aumentata a 1GB e l'introduzione di nuove colorazioni per la scocca posteriore in policarbonato.

## Disponibilità
Il dispositivo è disponibile sui mercati a partire da fine 2013-inizio 2014.